# Ирецкие
Ирецкие — русский дворянский род.
Происходит от Назарья Ирецкого, убитого при взятии Казани войсками Ивана Грозного (1552).
Егор (Георгий) Никифорович Ирецкий (также Ирецкой, Ирицкий, Ирицкой) (?—1767) — обер-интендант (соответствует бригадиру в армии) с 22.09.1764; генерал-майор флота с 08.02.1766. Его потомки:
- внук Василий Фёдорович (1804—1886) — вице-адмирал и комендант в Кронштадте;
- правнук Александр Александрович (1848—?) — адмирал (с 1913).

Род Ирецких внесён в VI часть родословной книги Тверской губернии.

## Описание герба
Щит, разделенный горизонтально надвое, имеет вершину пространную, в ней в золотом поле изображена птица, летящая в правую сторону, и в голубом поле горизонтально положена серебряная сабля, острием к правому нижнему углу. В нижней малой половине, в красном поле, видна серебряная река и над ней стрела, летящая в левую сторону.
На щите дворянский коронованный шлем. Нашлемник: три страусовых пера. Намёт на щите голубой, подложенный серебром. Герб рода Ирецких внесен в Часть 7 Общего гербовника дворянских родов Всероссийской империи, стр. 115.